# Potlatch (Idaho)
Pour les articles homonymes, voir Potlatch.
Potlatch est une ville américaine située dans le comté de Latah en Idaho.
Selon le recensement de 2010, Potlatch compte 804 habitants. La municipalité s'étend sur 0,43 mille carré (1,11 km2).